# Amerikanisches Krankenhaus Paris

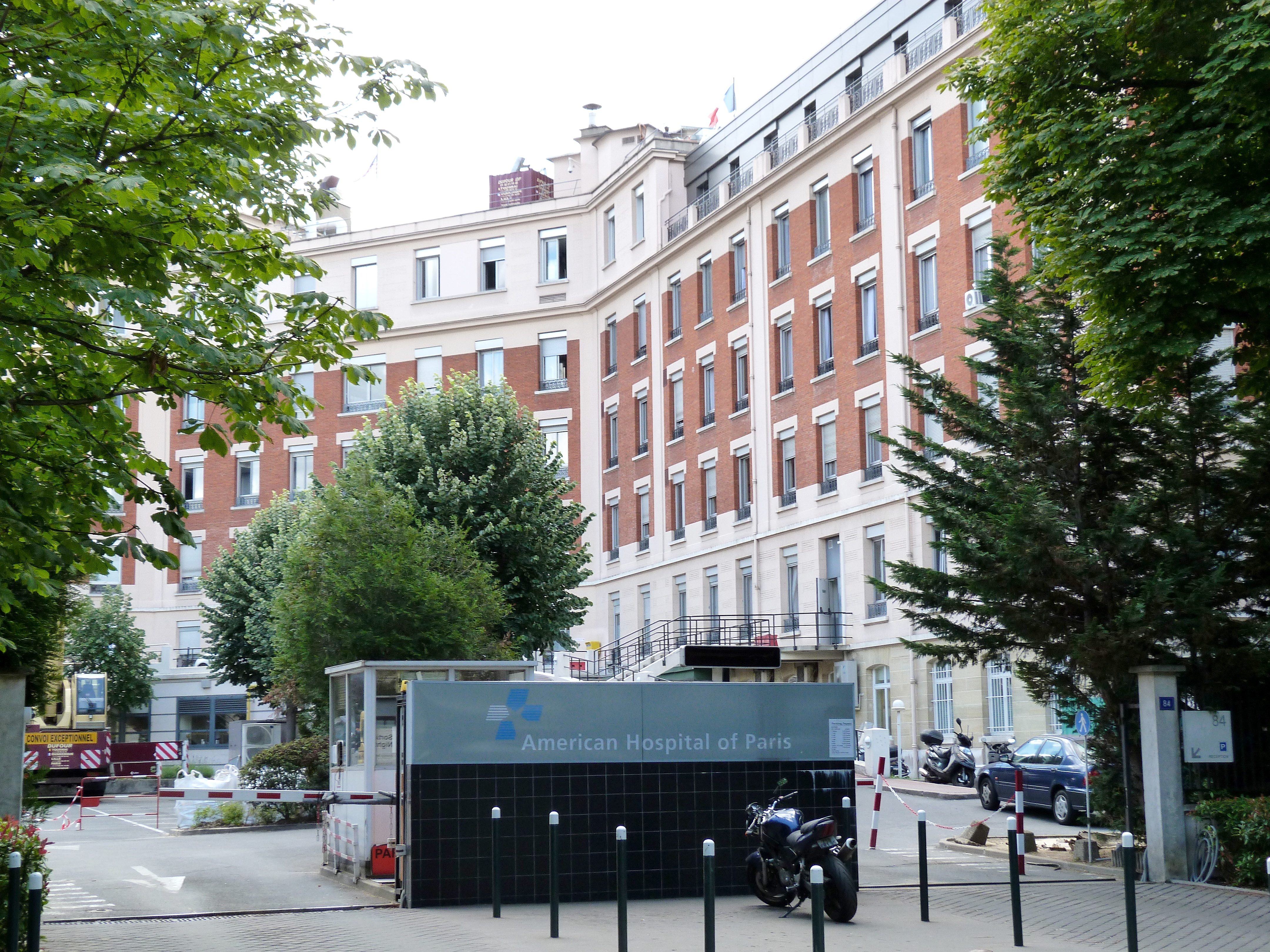
Das amerikanische Krankenhaus Paris

Das Amerikanische Krankenhaus Paris (französisch Hôpital américain de Paris, englisch American Hospital of Paris) ist ein bekanntes privates Krankenhaus in Neuilly-sur-Seine, nur 3,1 Kilometer westlich des Triumphbogens.

## Geschichte
Am 3. Juli 1907 erwarben A. J. Magnin und andere das Grundstück, im September 1909 war das zunächst mit lediglich 24 Betten ausgestattete Krankenhaus betriebsbereit, am 28. Oktober 1909 fand die Eröffnung in Anwesenheit des amerikanischen Botschafters Henry White statt. Amerikanische Bürger wollten die mangelnden Hygienebedingungen in französischen Krankenhäusern nicht mehr hinnehmen. Am 19. März 1918 wurde die Klinik durch die französischen Behörden lizenziert (französisch Reconnaissance d’utilité publique) und später durch die US-amerikanische Joint Commission on Accreditation of Healthcare Organizations geprüft. Das Krankenhaus war der Ort des Vertrags von Neuilly-sur-Seine, der hier am 27. November 1919 geschlossen wurde. Im Hôpital américain de Paris wurde 1948 die Bypassoperation erstmals angewandt. In beiden Weltkriegen diente sie dem Roten Kreuz. 1976 wurde die zugehörige Stiftung in New York gegründet. 1979 kamen 74 Betten und Einrichtungen für die In-vitro-Fertilisation und Pränataldiagnostik hinzu.
Während es im Ersten Weltkrieg der US-Armee als Militärkrankenhaus diente, pflegte es im Zweiten Weltkrieg unter deutscher Besatzung Franzosen. Aus einem Pavillon mit 24 Betten wurde dank großzügiger Spenden ein 190-Betten-Krankenhaus. Romy Schneider wurde im März 1961 im amerikanischen Krankenhaus behandelt. Am 5. April 2012 wurde der Schauspieler Alain Delon nach einer Herzoperation hier entlassen. Jährlich werden rund 36.000 Patienten aus etwa 100 Ländern hier behandelt. Prominente Patienten wie Gertrude Stein, Georges Bernanos, Aristoteles Onassis, François Truffaut, Bette Davis, Philippe de Broca, Angus Maddison, France Gall und Karl Lagerfeld verbrachten ihre letzten Stunden in dem Krankenhaus.

## Heutige Organisation
Betreiber ist eine Non-Profit-Organisation, die finanziell weder von der US-amerikanischen noch von der französischen Seite abhängt, sondern sich über Spenden finanziert. Die Klinik verfügt inzwischen über 197 Betten, über 400 Ärzte aller Fachgebiete behandeln die Patienten.

## Berühmte Patienten
- Olive Thomas, amerikanische Stummfilm-Schauspielerin und Model, starb am 10. September 1920
- Sara Delano Roosevelt, Mutter von Präsident Franklin D. Roosevelt, wegen Pneumonie und Influenza im Mai 1931 hospitalisiert. Entlassen und zurück in die Vereinigten Staaten gereist
- Jack Pickford, kanadisch-amerikanischer Schauspieler, Filmregisseur und Produzent, starb am 3. Januar 1933
- Pearl White, (1889–1938), amerikanische Stummfilm-Schauspielerin (am bekanntesten in der Serie The Perils of Pauline), starb im Krankenhaus am 4. August 1938
- Raimu, französischer Schauspieler, starb an einem Herzinfarkt infolge einer allergischen Reaktion auf ein Anästhetikum am 20. September 1946
- Gertrude Stein, amerikanische Schriftstellerin, Dichterin und Dramatikerin, starb im Krankenhaus am 27. Juli 1946
- Georges Bernanos, französischer Schriftsteller, starb im Krankenhaus am 5. Juli 1948
- Prince Edouard-Xavier de Lobkowicz, französischer Aristokrat, wurde am 18. Oktober 1960 im Krankenhaus geboren
- Agneta Marianne Frieberg, schwedisches Fashion-, Werbe- und Laufstegmodel, starb im Krankenhaus am 10. Mai 1971
- Pierre Fresnay, französischer Schauspieler, starb im Krankenhaus am 9. Januar 1975
- Aristoteles Onassis, griechischer Reedereimagnat, starb im Krankenhaus am 15. März 1975
- Jean Gabin, französischer Schauspieler, starb im Krankenhaus am 15. November 1976
- Tino Rossi, französischer Sänger, starb nach seiner Entlassung aus dem Krankenhaus am 29. September 1983
- Paul Zweig, amerikanischer Kritiker, Dichter, Memoirist, starb im Krankenhaus am 29. August 1984
- François Truffaut, französischer Filmregisseur, starb im Krankenhaus am 21. Oktober 1984
- Marcel Dassault, französischer Flugzeugindustrieller, starb im Krankenhaus am 17. April 1986
- Bette Davis, amerikanische Schauspielerin, starb im Krankenhaus am 6. Oktober 1989
- Pamela Harriman, US-Botschafterin in Frankreich, starb im Krankenhaus am 5. Februar 1997
- Barbara, französische Sängerin, starb im Krankenhaus am 24. November 1997
- Jan Stenbeck, schwedischer Unternehmer, einer der reichsten Menschen Schwedens, starb im Krankenhaus am 19. August 2002.
- Françoise Giroud, französische Journalistin, Drehbuchautorin, Schriftstellerin und Politikerin, starb im Krankenhaus am 19. Januar 2003
- Philippe de Broca, französischer Filmemacher, starb im Krankenhaus am 26. November 2004
- Annabel Buffet, Schauspielerin, Schriftstellerin und Sängerin, starb im Krankenhaus am 3. August 2005
- Angus Maddison, britischer Ökonom, starb im Krankenhaus am 24. April 2010
- Robert Laffont, französischer Verleger, starb im Krankenhaus am 19. Mai 2010
- Rosy Varte, französische Schauspielerin, starb im Krankenhaus am 14. Januar 2012
- Jean-Luc Delarue, französischer Fernsehmoderator und Produzent, starb im Krankenhaus am 23. August 2012
- Gholamreza Pahlavi, persischer Prinz, starb am 7. Mai 2017
- France Gall, französische Sängerin, starb im Krankenhaus am 7. Januar 2018
- Karl Lagerfeld, deutscher Kreativdirektor, Modedesigner, Künstler, Fotograf und Karikaturist, starb im Krankenhaus am 19. Februar 2019
- Joachim Yhombi-Opango, kongolesischer ehemaliger Präsident der Republik Kongo, starb im Krankenhaus an COVID-19 am 30. März 2020
- Kenzō Takada, japanisch-französischer Modedesigner, starb im Krankenhaus an COVID-19 am 4. Oktober 2020[3]
- Pierre Cardin, italienisch-französischer Modedesigner, starb im Krankenhaus am 29. Dezember 2020
- Ibrahim Mbombo Njoya, kamerunischer König und Politiker, starb im Krankenhaus an COVID-19 am 27. September 2021
- Françoise Hardy, französische Sängerin, Schauspielerin und Komponistin, starb im Krankenhaus am 11. Juni 2024[4]